# Оливет (Мичиген)
Оливет (енгл. Olivet) град је у америчкој савезној држави Мичиген. По попису становништва из 2010. у њему је живело 1.605 становника.

## Демографија
Према попису становништва из 2010. у граду је живело 1.605 становника, што је 153 (8,7%) становника мање него 2000. године.
| Група             | 2000.         | 2010.         |
| Белци             | 1.478 (84,1%) | 1.411 (87,9%) |
| Афроамериканци    | 169 (9,6%)    | 109 (6,8%)    |
| Азијати           | 29 (1,6%)     | 9 (0,6%)      |
| Хиспаноамериканци | 37 (2,1%)     | 50 (3,1%)     |
| Укупно            | 1.758         | 1.605         |